# Coppa di Faraday
La coppa di Faraday o pozzo di Faraday è un rivelatore usato in spettrometria di massa.
È una coppa di metallo la cui funzione è quella di catturare gli ioni o gli elettroni liberi nel vuoto. La corrente prodotta può essere misurata e usata per determinare il numero di ioni o elettroni che sono entrati nella coppa. Fu chiamata così in onore di Michael Faraday che per primo teorizzò l'esistenza degli ioni intorno al 1830.

## Meccanismo
Quando uno ione finisce sul metallo della coppa la sua carica viene neutralizzata e si forma una corrente. Le cariche prelevate che raggiungono la coppa di Faraday andranno a disporsi all'esterno della coppa e non al suo interno perché essendo dello stesso segno tendono ad allontanarsi il più possibile e quindi stare il più all'esterno possibile. Misurando la corrente si può conoscere il numero di ioni o elettroni che sono andati sul rivelatore. Per un fascio ionico continuo, in cui ogni ione ha una carica singola:
{\displaystyle {\frac {N}{t}}={\frac {I}{e}}}

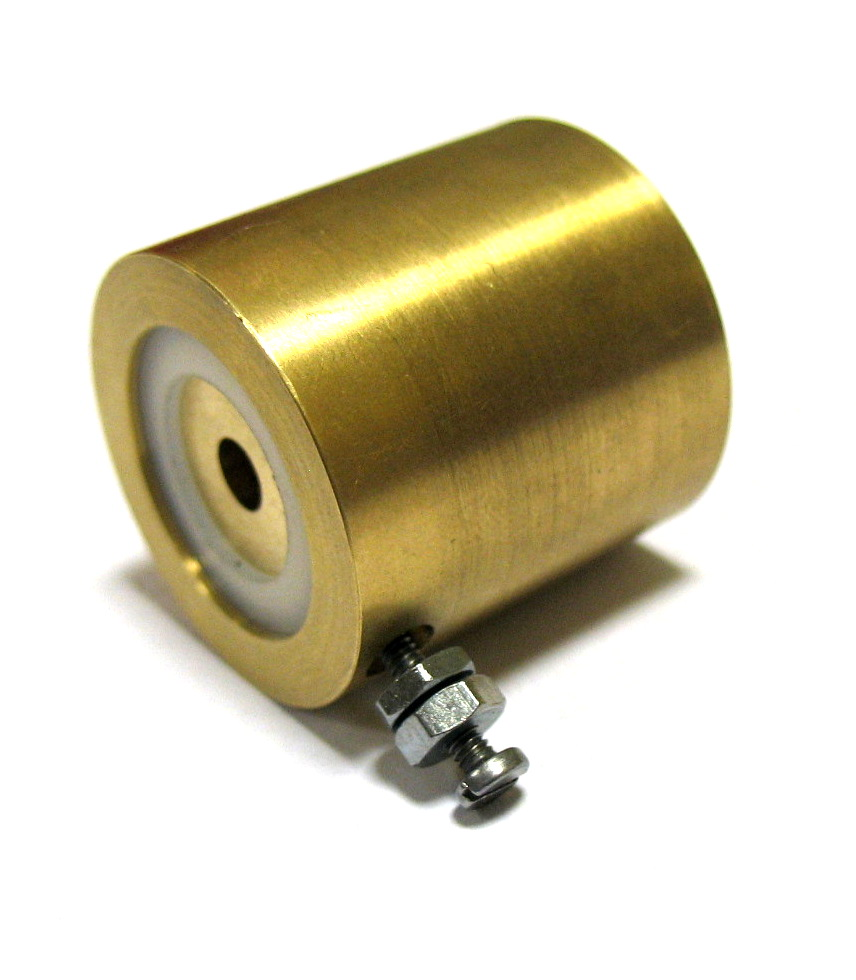
Faraday cup with an electron-suppressor plate in front

dove N è il numero di ioni osservati in un tempo t, I è la corrente misurata ed e è la carica elementare.
Una corrente di 1 nA (10−9 A) corrisponde a circa 6 miliardi di ioni che entrano nella coppa di Faraday ogni secondo.
La coppa di Faraday non è sensibile come un elettromoltiplicatore ma è molto accurata per via della relazione diretta tra corrente misurata e numero di ioni.